# Đinh Trang Thượng
Đinh Trang Thượng là một xã thuộc huyện Di Linh, tỉnh Lâm Đồng, Việt Nam.

## Địa lý
Xã Đinh Trang Thượng có diện tích 89 km², dân số năm 2022 là 4.107 người, mật độ dân số đạt 46 người/km².

## Hành chính
Xã Đinh Trang Thượng được chia thành 5 thôn: 1, 2, 3, 4, 5.